# ニシキギ科
ニシキギ科（ニシキギか、Celastraceae）は、ニシキギ目に属する植物の科である。世界の熱帯から温帯にかけて約100属千数百種が分布する。

## 特徴
大半が常緑または落葉の木本で、蔓性植物もある。日本にはニシキギ、ツルウメモドキ、マサキ、ツルマサキ、マユミ、ツリバナなど、5属27種（ウメバチソウ属を除く）が自生し、庭木や生け垣などに利用される。
花は小さく、あまり観賞価値はない。しかし、果実が裂開すると赤い仮種皮に包まれた種子が現れるものが多く、美しい。ニシキギは紅葉が美しい。
花は両性または単性で、放射相称、子房上位で、がく・花弁・雄蕊各5個からなる。果実は少数（2-10個ほど）の大型の種子を含み、蒴果、液果または翼果となる。

## 日本の属
- ツルウメモドキ属 Celastrus - ツルウメモドキ
- ニシキギ属 Euonymus - ニシキギ、マサキ、ツルマサキ、マユミ、ツリバナ
- ハリツルマサキ属 Maytenus - ハリツルマサキ
- モクレイシ属 Microtropis - モクレイシ
- クロヅル属 Tripterygium - クロヅル
- ウメバチソウ属 Parnassia - ウメバチソウ:草本

APG植物分類体系第3版（APG III）では、従来のレプロペタロン科、ウメバチソウ科(かつてはユキノシタ科に含められた)、ポッティンゲリア科もニシキギ科に含めている。これらは草本であり、木本からなる従来のニシキギ科から見ると異質である。